# 戈登·麦卡勒姆
戈登·麦卡勒姆（英語：Gordon Keith McCallum，1919年5月26日—1989年9月10日）为一位美国出生的英国音讯工程师。他赢得过1次奥斯卡最佳音响效果奖并3次获得提名。自1944年至1985年间，他参加过300多部电影的制作。

## 精选影视作品
麦卡勒姆曾获得过1次奥斯卡奖，并3次获得提名。
获奖：
- 屋顶上的提琴手 (1971)[1]

提名：
- 雷恩的女儿（英语：Ryan's Daughter） (1970)[2]
- 007之金刚钻 (1971)[1]
- 超人 (1978)[3]